# Ulreichsberg
Ulreichsberg är ett berg i Österrike.   Det ligger i distriktet Lilienfeld och förbundslandet Niederösterreich, i den östra delen av landet, 80 km sydväst om huvudstaden Wien. Toppen på Ulreichsberg är 1 173 meter över havet, eller 22 meter över den omgivande terrängen. Bredden vid basen är 0,22 km.
Terrängen runt Ulreichsberg är huvudsakligen kuperad. Runt Ulreichsberg är det ganska glesbefolkat, med 48 invånare per kvadratkilometer.. Närmaste större samhälle är Sankt Aegyd am Neuwalde, 9,6 km öster om Ulreichsberg. 
I omgivningarna runt Ulreichsberg växer i huvudsak blandskog.